# Nadalj
Nadalj (ćir.: Надаљ, mađ.: Nádalja) je naselje u općini Topolju u Južnobačkom okrugu u Vojvodini.

## Stanovništvo
U naselju Nadalju živi 2.202 stanovnika, od toga 1.702 punoljetna stanovnika, a prosječna starost stanovništva iznosi 40,1 godina (39,3 kod muškaraca i 40,8 kod žena). U naselju ima 765 domaćinstva a prosječan broj članova po domaćinstvu je 2,88.
Prema popisu stanovništva iz 1991. godine u naselju je živjelo 1.952 stanovnika.
| Etnički sastav 2002. |            |        |
| Narod                | Stanovnika | %      |
| Srbi                 | 1.794      | 81,47% |
| Mađari               | 163        | 7,40%  |
| Romi                 | 82         | 3,72%  |
| Jugoslaveni          | 56         | 2,54%  |
| Muslimani            | 16         | 0,72%  |
| Hrvati               | 8          | 0,36%  |
| Crnogorci            | 6          | 0,27%  |
| Rusi                 | 5          | 0,27%  |
| Nijemci              | 6          | 0,27%  |
| ostali               | 10         | 0,48%  |
| nepoznato            | 18         | 0,81%  |

| broj stanovnika | 2554  | 2490  | 2441  | 2163  | 2042  | 1952  | 2202  |
|                 | 1948. | 1953. | 1961. | 1971. | 1981. | 1991. | 2001. |

## Galerija
| - Katolička crkva - Željeznički most kod Nadalja - Pogled na salaš |

## Poznate osobe
Momčilo Tapavica - arhitekt i prvi Srbin koji je osvojio medalju na Olimpijskim igrama.

## Vanjske poveznice
- Karte, udaljenosti vremenska prognoza  Arhivirana inačica izvorne stranice od 1. ožujka 2007. (Wayback Machine)
- [neaktivna poveznica]